# Avenir sportif Béziers
Pour les articles homonymes, voir AS Béziers.
Cet article concerne l'Avenir sportif Béziers. Pour l'ancien club disparu de la ville de Béziers, voir Association sportive de Béziers (football).
Ne doit pas être confondu avec le club de rugby de l'Association sportive de Béziers Hérault.
Maillots
| \| Béziers \| Le club est basé à Béziers dans l'Hérault. |
| Béziers                                                  |

L'Avenir sportif Béziers est un club français de football basé à Béziers et fondé en 2007 par la fusion de l’Avenir sportif Saint-Chinian, du Football Club Béziers Méditerranée et du Béziers-Méditerranée Football Cheminots.
L'idée de fusion de plusieurs clubs biterrois afin de retrouver une équipe digne des championnats nationaux fait sa première apparition en 2006, mais il faut attendre 2007 pour voir naître l'Avenir sportif Béziers qui évolue alors en CFA 2, division au sein de laquelle évoluait l'Avenir sportif Saint-Chinian, un des trois prédécesseurs du club. Après être redescendu en Division d'Honneur, le club enchaîne deux montées consécutives lui permettant ainsi d'atteindre le championnat de France amateur avant d'obtenir cinq saisons plus tard sa montée en National, puis au bout de trois saisons à ce niveau, d'obtenir la promotion en Ligue 2 et l'obtention du statut de club professionnel.
Le club évolue en Ligue 2 lors de la saison 2018-2019 après avoir fini deuxième de National en 2018. Néanmoins, le club biterrois retourne en National un an plus tard après avoir terminé à la 19e place du championnat de Ligue 2.
Le club héraultais, présidé par Gérard Rocquet, évolue au Parc des Sports de Sauclières.

## Histoire
Dès 2006, un projet de fusion entre trois clubs biterrois, l'Avenir Sportif Saint-Chinian (CFA 2), le Football Club Béziers Méditerranée (DH) et le Béziers-Méditerranée Football Cheminots (DH), voit le jour mais est repoussé pour diverses raisons administratives. Un des objets du litige, paraissant tout de même mineur, est le choix des couleurs du nouveau club. Alors que l'AS Saint-Chinian défend le jaune et noir, les biterrois souhaitent adopter le rouge et le bleu, couleurs de la ville de Béziers.
En 2007, ces trois clubs arrivent à un accord, et fusionnent pour donner naissance à l'Avenir sportif Béziers. L'ASB évolue alors en CFA 2, division de l'AS Saint-Chinian, club le mieux placé avant la fusion. Cependant, cette première saison est une saison de construction administrative et sportive, et le club n'échappe pas à la relégation en Division d'Honneur à la fin de la saison.
À l'issue de la saison suivante, l'ASB remonte directement en CFA 2, puis le club réalise l'exploit de finir premier de son groupe et connait une nouvelle promotion deux ans seulement après avoir connu la descente en élite régionale, remportant au passage le titre de champion de France de CFA 2. Pour sa première saison en CFA, l'AS Béziers connaît des hauts et des bas, et finit dans la zone de relégation avant d'être repêché à la suite des rétrogradations administratives de nombreux clubs.
Après trois nouvelles saisons où le club se maintient dans le ventre mou du classement de CFA, la saison 2014-2015 va être historique pour Xavier Collin et ses hommes, puisque le 23 mai 2015, le club biterrois est promu en National pour la première fois de son histoire. C'est donc à l'issue d'une saison exceptionnelle, même si le titre de CFA échappe au club au profit du CS Sedan Ardennes, que Xavier Collin, auréolé du titre de meilleur entraîneur de CFA, prépare la première saison du club au troisième niveau du football français, renouant avec ses illustres prédécesseur bitérois qui avaient amené l'AS Béziers en deuxième division dans les années 1980.
Après trois saisons à lutter pour le maintien en National, le club bitterois sous l'égide de Mathieu Chabert va décrocher lors de l'ultime journée de la saison 2017-2018 sa place dans le monde professionnel français en terminant à la deuxième place du championnat. Grâce à un large succès 4-1 à Sauclières face aux Herbiers, et au faux pas de leur concurrent direct, le Grenoble Foot 38 pourtant à domicile face au relégable de l'Entente Sannois Saint-Gratien offre les 3 points et la 2e place à Béziers, leur permettant de monter en Ligue 2.
La saison suivante voit le club biterrois connaître de nombreuses difficultés malgré un départ prometteur (victoire 2-0 à Nancy lors de la première journée), notamment à domicile avec seulement deux victoires au Stade de la Méditerranée avant la dernière journée. Lors de celle-ci, les Biterrois, accusant un retard de 3 points sur Sochaux, alors 18e et barragiste, doivent impérativement battre à domicile les Nancéiens et compter sur une défaite sochalienne à domicile contre Grenoble pour conserver un infime espoir de se maintenir dans l'antichambre de l'élite, via des barrages contre le 3e de National. Les hommes de Mathieu Chabert remplissent leur part de contrat en écartant leur adversaire lorrain en l'espace d'un peu plus d'un quart d'heure de jeu (3-0), mais les Sochaliens s'imposent dans le même temps sur leur pelouse contre Grenoble (3-1) malgré une égalisation grenobloise en début de deuxième mi-temps. Béziers retrouve le National un an après l'avoir quitté. La saison du retour en troisième division est catastrophique. Incapable de s'imposer, les bitterois sont officiellement relégués alors que le championnat avait été suspendu puis arrêté à cause de la Covid-19
Les bitterois, qui évoluaient en National 2 (Quatrième division) en 2021-2022, apprennent leur relégation administrative en National 3 (cinquième division) à la suite de problèmes financiers malgré une encourageante sixième place.
Pour la saison 2022-2023, les bitterois font une excellente saison en finissant premier du classement, significatif de la montée en National 2, mais sont refusés de montée par la DNCG. Ils seront finalement rétrogradés en Régional 1 pour la saison 2023-2024.

## Palmarès et records

### Palmarès
Le palmarès du club se compose d'une victoire en Championnat de France amateur 2 et de deux victoires en Division d'honneur du Languedoc-Roussillon.
| Compétitions nationales | Compétitions régionales |
| - Championnat de France de National (D3) - Vice-champion en 2018. - Championnat de France de CFA 2 / National 3 (D5) (1) - Champion en 2010. | - DH Languedoc-Roussillon / R1 Occitanie (D6) (2) - Champion en 2009 et 2019. - Coupe de l'Hérault (2) - Vainqueur en 2017 et 2019. |

### Championnats disputés
L'AS Béziers démarre son activité au cinquième échelon du football français puisque c'était le niveau auquel évoluait l’Avenir sportif Saint-Chinian en 2007, année durant laquelle ce dernier a fusionné avec le Football Club Béziers Méditerranée et avec le Béziers-Méditerranée Football Cheminots pour donner naissance à l'Avenir sportif Béziers.
|           | Niveau I | Niveau II | Niveau III | Niveau IV  | Niveau V   | Niveau VI  | Niveau VII |
| 2007-2010 |          |           |            |            | CFA 2      |            |            |
| 2010-2015 |          |           |            | CFA        |            |            |            |
| 2015-2018 |          |           | National   |            |            |            |            |
| 2018-2019 |          | Ligue 2   |            |            |            |            |            |
| 2019-2020 |          |           | National   |            |            |            |            |
| 2020-2022 |          |           |            | National 2 |            |            |            |
| 2022-2023 |          |           |            |            | National 3 |            |            |
| 2023-     |          |           |            |            |            | Régional 1 |            |

- Championnat national professionnel
- Championnat national professionnel et amateur
- Championnat national amateur
- Championnat régional amateur
- Championnat de district amateur

### Bilan sportif
À l'issue de la saison 2018-2019, l'Avenir sportif Béziers totalise 1 participation en Ligue 2, 3 participations en National, 5 participations en CFA et 2 participations en CFA 2.
Le club a participé à 11 éditions de la coupe de France.Son meilleur parcours est un huitième tour au mois de décembre 2015 et une défaite à domicile contre Fréjus-St Raphaël ( 0-1) club pourtant battu quelques semaines auparavant en championnat national.
Le tableau ci-dessous récapitule tous les matchs officiels disputés par le club dans les différentes compétitions nationales à l'issue de la saison 2018-2019 :
| Compétition     | Compétition        | Saisons | Titres | J   | G  | N  | P  | Bp  | Bc  | Diff |
| Championnat     | Ligue 2            | 1       | 0      | 38  | 9  | 11 | 18 | 33  | 50  | -17  |
| Championnat     | National           | 4       | 0      | 125 | 43 | 40 | 42 | 120 | 108 | +12  |
| Championnat     | CFA                | 5       | 0      | 160 | 58 | 46 | 46 | 198 | 194 | +3   |
| Championnat     | CFA 2              | 2       | 0      | 64  | 28 | 16 | 20 | 98  | 85  | +13  |
| Championnat     | Division d'Honneur | 1       | 1      | 26  | 18 | 4  | 4  | 50  | 17  | +33  |
| Coupe nationale | Coupe de France    | 11      | 0      | 27  | 16 | 5  | 6  | 61  | 31  | +30  |
| Coupe nationale | Coupe de la Ligue  | 2       | 0      | 3   | 0  | 3  | 0  | 1   | 1   | 0    |

### Records
Le 19 avril 2019, l'AS Béziers s'impose à Valenciennes sur le score de (6-5). Les onze buts marqués constituent un nouveau record en Ligue 2, depuis l'instauration de la poule unique en 1993.

## Identité du club

### Noms et logos du club
Le nom du club n'a subi aucun changement depuis sa création en 2007. Lors de la création du club, un nouveau blason est créé, reprenant les initiales de son glorieux prédécesseur sans en être son héritier direct, l'Association sportive de Béziers.[réf. nécessaire]
| Avenir sportif Saint-Chinian (1923-2007) | Avenir sportif Saint-Chinian (1923-2007) | Avenir sportif Saint-Chinian (1923-2007) | Avenir sportif Saint-Chinian (1923-2007) | Avenir sportif Saint-Chinian (1923-2007) | Avenir sportif Saint-Chinian (1923-2007) |  |  | Football Club Béziers Méditerranée (1966-2007) | Football Club Béziers Méditerranée (1966-2007) | Football Club Béziers Méditerranée (1966-2007) | Football Club Béziers Méditerranée (1966-2007) | Football Club Béziers Méditerranée (1966-2007) | Football Club Béziers Méditerranée (1966-2007) |  |  | Béziers-Méditerranée Football Cheminots (....-2007) | Béziers-Méditerranée Football Cheminots (....-2007) | Béziers-Méditerranée Football Cheminots (....-2007) | Béziers-Méditerranée Football Cheminots (....-2007) | Béziers-Méditerranée Football Cheminots (....-2007) | Béziers-Méditerranée Football Cheminots (....-2007) |  |  |  |  |  |  |  |  |  |  |  |  |  |  |  |  |
| Avenir sportif Saint-Chinian (1923-2007) | Avenir sportif Saint-Chinian (1923-2007) | Avenir sportif Saint-Chinian (1923-2007) | Avenir sportif Saint-Chinian (1923-2007) | Avenir sportif Saint-Chinian (1923-2007) | Avenir sportif Saint-Chinian (1923-2007) |  |  | Football Club Béziers Méditerranée (1966-2007) | Football Club Béziers Méditerranée (1966-2007) | Football Club Béziers Méditerranée (1966-2007) | Football Club Béziers Méditerranée (1966-2007) | Football Club Béziers Méditerranée (1966-2007) | Football Club Béziers Méditerranée (1966-2007) |  |  | Béziers-Méditerranée Football Cheminots (....-2007) | Béziers-Méditerranée Football Cheminots (....-2007) | Béziers-Méditerranée Football Cheminots (....-2007) | Béziers-Méditerranée Football Cheminots (....-2007) | Béziers-Méditerranée Football Cheminots (....-2007) | Béziers-Méditerranée Football Cheminots (....-2007) |  |  |  |  |  |  |  |  |  |  |  |  |  |  |  |  |
|                                          |                                          |                                          |                                          |                                          |                                          |  |  |                                                |                                                |                                                |                                                |                                                |                                                |  |  |                                                     |                                                     |                                                     |                                                     |                                                     |                                                     |  |  |  |  |  |  |  |  |  |  |  |  |  |  |  |  |
|                                          |                                          |                                          |                                          |                                          |                                          |  |  | Avenir sportif Béziers (2007-Aujourd’hui)      |                                                |                                                |                                                |                                                |                                                |  |  |                                                     |                                                     |                                                     |                                                     |                                                     |                                                     |  |  |  |  |  |  |  |  |  |  |  |  |  |  |  |  |

### Couleurs et maillots
Les couleurs du clubs sont le bleu et le rouge, qui sont les couleurs du sport de la ville de Béziers[réf. nécessaire].
| 2017-2018 Montée en Ligue 2 | 2018-2019 Maillot actuel de l'ASB |

## Personnalités du club

### Entraîneurs et présidents
Il n'y a eu qu'un seul président à la tête du club depuis sa création, Gérard Rocquet. Le premier entraîneur du club en 2007 était Claude Calabuig.
| Rang | Nom             | Période                 |
| ---- | --------------- | ----------------------- |
| 1    | Claude Calabuig | 2007 - mars 2008        |
| 2    | Lionel Richard  | mars 2008 - avril 2009  |
| 3    | Frédéric Rémola | avril 2009 - sept. 2010 |
| 4    | Stéphane Crucet | sept. 2010 - 2011       |
| 5    | Xavier Collin   | 2011 - déc. 2015        |
| 6    | Mathieu Chabert | déc. 2015 - oct. 2019   |
| 7    | Didier Santini  | nov. 2019 - mai. 2021   |
| 8    | Colbert Marlot  | mai. 2021 - nov. 2021   |
| 8    | Alain Nègre     | nov. 2021 - juin. 2022  |
| 10   | Hugo Munoz      | juil. 2022 -            |

| Rang | Nom            | Période |
| ---- | -------------- | ------- |
| 1    | Gérard Rocquet | 2007 -  |

### Joueurs emblématiques
| Rang | Nom              | Buts | Matchs | Carrière au club    |
| ---- | ---------------- | ---- | ------ | ------------------- |
| 1    | Michel Ramon     | 28   | 180    | 2010-2017           |
| 2    | Kevin Fortuné    | 27   | 65     | 2014-2016           |
| 3    | Ahmed Soukouna   | 23   | 142    | 2012-2019           |
| 4    | Aboubakary Kanté | 17   | 56     | 2017-2019           |
| 5    | Kévin Testud     | 12   | 50     | 2015-2016 2019-2020 |

| Rang | Nom            | Matchs | Carrière au club              |
| ---- | -------------- | ------ | ----------------------------- |
| 1    | Michel Ramon   | 180    | 2010-2017                     |
| 2    | Rédah Atassi   | 145    | 2013-2020                     |
| 3    | Ahmed Soukouna | 142    | 2012-2019                     |
| 4    | Robin Taillan  | 126    | 2009-2010 2012-2014 2016-2020 |
| 5    | Macedo Novaes  | 102    | 2015-2019                     |

Au cours de son histoire, le club héraultais a compté dans ses rangs plusieurs joueurs qui ont marqué de leur empreinte l'histoire du club.
Le milieu offensif français Michel Ramon est le joueur le plus capé sous le maillot biterrois avec 180 apparitions suivi de près par le défenseur marocain Rédah Atassi avec 145 apparitions.
Au rayon des meilleurs buteurs, c'est une nouvelle fois Michel Ramon qui occupe la première place avec 28 réalisations suivi de près par l'attaquant Kevin Fortuné auteur de 27 réalisations sous le maillot biterrois.

## Structures du club

### Structures sportives

#### Stades
Le stade principal du club est l'historique Parc des Sports de Sauclières qui était le stade mythique de l'AS Béziers, lorsqu'il évoluait dans l'élite. Il est situé avenue Fernand Sastre à Béziers.
Le club est également amené, pour des matchs importants, à emprunter le Stade de la Méditerranée, terrain du club de rugby voisin, l'AS Béziers. En 2019, ce stade est renommé en stade Raoul Barrière.
Les dirigeants utilisent également comme terrain d'entraînement le stade de la Présidente situé sur l'avenue Pierre de Coubertin.

## Aspects juridiques et économiques

### Aspects juridiques

#### Statut juridique et légal
Le club est composé d'une association détentrice du numéro d'affiliation à la FFF et d'une société constituée sous forme de société par actions simplifiée (SAS) dénommée « SAS ASB PROFESSIONAL ». L'association gère la section amateur. La société, au capital social de 100 000 euros, emploie 41 salariés et a généré un chiffre d'affaires de plus de 4,7 millions d'euros en 2019.

#### Organigramme
L'organigramme s'établit comme suit, :
| Direction | Administratif                      | Sportif                                                                                   |
| --- | ---------------------------------- | ----------------------------------------------------------------------------------------- |
| Président : Gérard Rocquet Directeur général : Gil Bessiere Vice-président : Michel Touzelet Vice-présidente : Stéphane Aguilar | Secrétaire général : David Blattes | Entraîneur : Hugo Munoz Entraîneur adjoint : Julien Diez Intendant : Jean-François Garcia |

### Aspects économiques

#### Éléments comptables
Le budget pour la saison 2011-2012 de l'Avenir Sportif Béziers avoisine les 600 000 euros. Ce budget, convenable à ce niveau par rapport aux objectifs du club, reste cependant loin derrière celui des grosses cylindrées du groupe[réf. nécessaire]. Lors de la montée en National, le budget du club passe de 700 000 euros à 1,2 à 1,3 M€ grâce à une augmentation de la subvention fédérale et aux sponsors qui vont revoir leur enveloppe à la hausse.
Chaque saison, l'AS Béziers publie son budget prévisionnel de fonctionnement après validation auprès de la DNCG, l'instance qui assure le contrôle administratif, juridique et financier des associations et sociétés sportives de football afin d'en garantir la pérennité. Le budget prévisionnel d'un club s'établit en amont de l'exercice à venir et correspond à une estimation de l'ensemble des recettes et des dépenses prévues par l'entité. Le tableau ci-dessous résume les différents budgets prévisionnels du club biterrois saison après saison.
de football
| Saison | 2011-2012 | 2012-2013 | 2013-2014 | 2014-2015 | 2015-2016 | 2016-2017 | 2017-2018 | 2018-2019 | 2019-2020 |
| Budget | 600 k€    | N.C       | N.C       | 700 k€    | 1,3 M€    | 1,5 M€    | 1,7 M€    | 5,5 M€    | 3 M€      |

#### Sponsors et équipementiers
Lors de la saison 2017-2018, l'ASB peut compter sur plusieurs sponsors :
- IMGR Group
- Angelotti Groupe Immobilier
- Balaguer/Dol
- Quadran Énergies Libres
- Pech Bleu
- My SPORTcollection
- La Boutique Club
- PROMAN
- IMGR déco
- Joma
- TPMS

## Culture populaire

### Affluence
L'affluence moyenne est de 1 000 personnes.

### Rivalités
Une rivalité existe dans les championnats nationaux et régionaux entre l'AS Béziers et son voisin le SC Sète.

## Autres équipes
La réserve biterroise évolue en Régional 1 lors de la saison 2018-2019, ils finissent champion et accèdent à la Nationale 3.
La plupart des équipes de jeunes évoluent aux niveaux de la Ligue d'Occitanie et du district de l'Hérault.
Lors de la saison 2022-2023 les équipes U17 et U19 évoluent dans le championnat national.
Le club biterrois possède également une section féminine qui évolue en Régional 1 lors de la saison 2018-2019.
| Équipes de jeunes | Équipes féminines                                                            |
| - Champion du Languedoc-Roussillon -19 ans (2 titres) - Vainqueur : 2014, 2017. - Coupe du Languedoc-Roussillon -19 ans (3 titres) - Vainqueur : 2013, 2017, 2018. - Champion du Languedoc-Roussillon -17 ans (1 titre) - Vainqueur : 2019. - Coupe de l'Hérault -17 ans (1 titre) - Vainqueur : 2013. - Coupe du Languedoc-Roussillon -15 ans (2 titres) - Vainqueur : 2016, 2018. - Finaliste : 2019. - Champion de l'Hérault -15 ans (1 titre) - Vainqueur : 2010. - Coupe de l'Hérault -15 ans (3 titres) - Vainqueur : 2008, 2009, 2012. - Finaliste : 2013. - Champion de l'Hérault -13 ans (1 titre) - Vainqueur : 2013. - Coupe de l'Hérault -13 ans (1 titre) - Vainqueur : 2008. | - Coupe du Languedoc-Roussillon -17 ans (2 titres) - Vainqueur : 2017, 2018. |